# Conflicto por soya transgénica en México
El conflicto por soya transgénica en México surge a partir del 2012, cuando la Secretaría de Agricultura, Ganadería, Desarrollo Rural, Pesca y Alimentación aprueba la siembra comercial de soya transgénica a la empresa Monsanto en diversos estados de la República Mexicana como Yucatán, Quintana Roo y Campeche, lo que generó la oposición mediante acciones legales de pueblos originarios, campesinos y organizaciones por la repercusión cultural, económica y social, así como la contaminación producida por los efectos de la siembra, producción y consumo de la soya transgénica.

## Antecedentes
Existe una tendencia internacional en producir cereales de manera intensiva debido a que eso incrementa la cadena de valor. En México se introdujo la soya transgénica a principios del siglo XXI, con consecuencias medioambientales que fueron detectadas por diversos agentes sociales, debido a que provocaba el uso de herbicidas creados con glifosato de manera intensiva.
Greenpeace ha señalado que México es uno de los principales productores de miel, y el tercer exportador global. Asimismo, la miel de la península de Yucatán representa el equivalente a una tercera parte de la producción de todo el país. Las personas apicultoras de Yucatán reportaron que las siembras de soya transgénica en esta localidad de México habían puesto en peligro la calidad de la miel, alterado la pureza del dulce y en consecuencia las posibilidades de su comercialización en el extranjero. En el 2000, se autorizaron los primeros permisos para la siembra de soya transgénica, pero el Tribunal de Justicia de la Unión Europea detectó en 2011 que la miel presentaba polen genéticamente modificado y solicitó una nueva regulación para el comercio lo que provocó el rechazo del producto por algunos meses.

## Consecuencias del uso de soya transgénica
La producción de soya transgénica ha tenido consecuencias negativas al medio ambiente y a la salud humana, debido a que su producción requiere el uso intensivo de herbicidas basados en glifosato. En particular, en Yucatán, se ha documentado la afectación de la selva y los mantos freáticos, que a su vez afectan la producción de miel local.

## Proceso legal
Diversas organizaciones, como Litiga Organización de Litigio Estratégico de Derechos Humanos, Greenpeace México, la Unión Nacional de Organizaciones Regionales Campesinas Autónomas, la Sociedad de Solidaridad Social Apícola Maya de Yucatán y Miel Integradora S.A. de C.V., llevaron a cabo una demanda a los titulares de la Secretaría de Agricultura, Ganadería, Pesca y Alimentación y de la Secretaría de Medio Ambiente y Recursos Naturales por haber autorizado el permiso para siembra comercial de soya, en febrero de 2012.
La Suprema Corte de Justicia de México no encontró pruebas que demuestren que la soya transgénica provoque daños a la salud o al ambiente, pero solicitó la implementación de una consulta para la población indígena de los municipios involucrados antes de proporcionar más permisos para la siembra y comercialización de la soya transgénico; y un grupo de menonitas y mayas se presentaron para exponer también su postura a favor de los cultivos transgénicos generando un conflicto cada vez mayor dentro de las comunidades.